# Notoligotrichum crispulum
Notoligotrichum crispulum är en bladmossart som beskrevs av G. L. Smith 1971. Notoligotrichum crispulum ingår i släktet Notoligotrichum och familjen Polytrichaceae. Inga underarter finns listade i Catalogue of Life.